# 릴렌트리스 로직
릴렌틀리스 로직(Relentless Logic, 또는 줄여서 RLogic)은 1985년 콘웨이와 홍과 스미스가 개발한 MS-DOS용 게임이다.
RLogic에서, 게임을 하는 이는 미국 해병대의 이병으로 사령부에 중요한 서한을 전달하는 임무를 맡는다. RLogic과 지뢰 찾기는 비슷한 개념의 게임이지만, 몇 가지 차이점이 있다.
- RLogic에서는 지뢰밭은 왼쪽 위에서부터 오른쪽 아래(사령부)로 탐색해야만 한다.
- 모든 지뢰를 찾을 필요가 없다. 따라서 지뢰를 표시(깃발 등)하거나, 찾은 지뢰의 개수를 세는 구조가 없다.
- 걸은 걸음 수가 기록된다. 높은 점수 기록 체계는 포함되지 않았었지만 특정한 지뢰 개수에 대해서, 더 적은 수의 걸음으로 게임을 이기기 위해 스스로 경쟁할 수 있다.
- 지뢰 찾기와 달리, 지뢰밭의 넓이가 고정되어 있다. 그러나 지뢰의 개수는 바꿀 수 있다.
- 지뢰밭은 이곳저곳 갈 수 있는 것이 아니라 탐색해 나가야 하기 때문에 만약 지뢰가 앞을 둘러막는 경우 게임에서 이길 수 없는 경우도 생긴다.